# École nationale supérieure des mines de Paris
A párizsi École nationale supérieure des mines de Paris (École des mines de Paris, Mines ParisTech) egy francia grande école és az Université Paris Sciences et Lettres (PSL) alkotó főiskolája. XVI. Lajos király alapította 1783-ban.
A Mines ParisTech a kutatóközpontok kiemelkedő teljesítményéről és a világ más rangos egyetemeivel kötött nemzetközi partnerségek minőségéről ismert.
A ParisTech szövetség egyik tagja.

## Híres diplomások
- Joseph Bertrand francia matematikus
- Benoît Paul Émile Clapeyron francia mérnök és fizikus
- Claude Mandil francia mérnök és politikus
- Albert Lebrun francia mérnök, politikus
- Ubaldino Peruzzi olasz államférfi
- Léon Walras francia közgazdász